# Porajów
Porajów (Duits: Großporitsch) is een plaats in het Poolse district  Zgorzelecki, woiwodschap Neder-Silezië. De plaats maakt deel uit van de gemeente Bogatynia en telt 1500 inwoners.

## Verkeer en vervoer
- Station Porajów